# Rejon chiwski
Rejon chiwski (ros. Хивский район, tab. Хив район, lezg. Хив район) – jednostka administracyjna wchodząca w skład Dagestanu w Rosji.
Centrum administracyjnym rejonu jest wieś (ros. село, trb. sieło) Chiw.

## Geografia
Powierzchnia rejonu wynosi 471,40 km² i znajduje się on w południowo-wschodniej części Dagestanu. Graniczy z rejonem agulskim, tabasarańskim, sułejman-stalskim i kurachskim wchodzącymi w skład Dagestanu.
Przez rejon przepływa rzeka Czirachczaj.

## Demografia
W 2021 roku rejon zamieszkiwało 20 848 osób.
Grypy etniczne i narodowości w 2021 roku:
- Tabasaranowie – 12 647 (60,66%)
- Lezgini – 8 008 (38,41%)
- inny – 193 (0,92%)